# Crosses
Crosses – miejscowość i gmina we Francji, w Regionie Centralnym, w departamencie Cher.
Według danych na rok 1990 gminę zamieszkiwało 299 osób, a gęstość zaludnienia wynosiła 11 osób/km² (wśród 1842 gmin Regionu Centralnego Crosses plasuje się na 842. miejscu pod względem liczby ludności, natomiast pod względem powierzchni na miejscu 416.).